# Jericho – Der Anschlag/Episodenliste
Diese Episodenliste enthält alle Episoden der US-amerikanischen Dramaserie Jericho – Der Anschlag sortiert nach der US-amerikanischen Erstausstrahlung. Zwischen 2006 und 2008 entstanden in zwei Staffeln 29 Episoden mit einer Länge von jeweils etwa 43 Minuten.

## Staffel 1
Die Erstausstrahlung der ersten Staffel war vom 20. September 2006 bis zum 9. Mai 2007 auf dem US-amerikanischen Fernsehsender CBS zu sehen. Die deutschsprachige Erstausstrahlung der ersten 13 Episoden lief vom 4. Juni bis zum 20. August 2007 auf dem deutschen Free-TV-Sender ProSieben. Die restlichen Episoden wurden vom 29. Januar bis zum 12. Februar 2010 durch den deutschen Pay-TV-Sender Syfy erstausgestrahlt.
| Nr. (ges.) | Nr. (St.) | Deutscher Titel             | Originaltitel            | Erstausstrahlung USA | Deutschsprachige Erstausstrahlung (D) | Regie               | Drehbuch                                                                   |
| ---------- | --------- | --------------------------- | ------------------------ | -------------------- | ------------------------------------- | ------------------- | -------------------------------------------------------------------------- |
| 1          | 1         | Die ersten 17 Stunden       | Pilot                    | 20. Sep. 2006        | 4. Juni 2007                          | Jon Turteltaub      | Stephen Chbosky Idee: Jonathan E. Steinberg, Josh Schaer & Stephen Chbosky |
| 2          | 2         | Fallout                     | Fallout                  | 27. Sep. 2006        | 4. Juni 2007                          | Jon Turteltaub      | Stephen Chbosky                                                            |
| 3          | 3         | Die vier Reiter             | Four Horsemen            | 4. Okt. 2006         | 11. Juni 2007                         | James Whitmore, Jr. | Dan O’Shannon & Dan Shotz                                                  |
| 4          | 4         | Die Mauern von Jericho      | Walls of Jericho         | 11. Okt. 2006        | 18. Juni 2007                         | Martha Mitchell     | Ellie Herman                                                               |
| 5          | 5         | Reaktion des Staates        | Federal Response         | 18. Okt. 2006        | 25. Juni 2007                         | Duane Clark         | Mike Ostrowski                                                             |
| 6          | 6         | 9:02                        | 9:02                     | 25. Okt. 2006        | 2. Juli 2007                          | J. Miller Tobin     | Nancy Won                                                                  |
| 7          | 7         | Lang lebe der Bürgermeister | Long Live the Mayor      | 1. Nov. 2006         | 9. Juli 2007                          | Sanford Bookstaver  | Josh Schaer & Jonathan E. Steinberg                                        |
| 8          | 8         | Rogue River                 | Rogue River              | 8. Nov. 2006         | 16. Juli 2007                         | Guy Bee             | Matthew Federman & Stephen Scaia                                           |
| 9          | 9         | Die Brücke                  | Crossroads               | 15. Nov. 2006        | 23. Juli 2007                         | Paul McCrane        | Robert Levine                                                              |
| 10         | 10        | Hilfe von oben              | Red Flag                 | 22. Nov. 2006        | 30. Juli 2007                         | Martha Mitchell     | Mike Ostrowski                                                             |
| 11         | 11        | Vox populi                  | Vox Populi               | 29. Nov. 2006        | 6. Aug. 2007                          | James Whitmore, Jr. | Carol Barbee                                                               |
| 12         | 12        | Der Tag davor               | The Day Before           | 21. Feb. 2007        | 13. Aug. 2007                         | Matt Earl Beesley   | Mike Kelley                                                                |
| 13         | 13        | Black Jack                  | Black Jack               | 28. Feb. 2007        | 20. Aug. 2007                         | Helen Shaver        | Jonathan E. Steinberg & Dan Stolz                                          |
| 14         | 14        | Ein harter Winter           | Heart of Winter          | 7. März 2007         | 29. Jan. 2010                         | Steve Gomer         | Nancy Won                                                                  |
| 15         | 15        | Semper Fidelis              | Semper Fidelis           | 14. März 2007        | 2. Feb. 2010                          | James Whitmore, Jr. | Matthew Federman & Stephen Scaia                                           |
| 16         | 16        | Der Deal                    | Winter's End             | 28. März 2007        | 3. Feb. 2010                          | Kevin Dowling       | Frank Military                                                             |
| 17         | 17        | Sie oder Wir                | One Man's Terrorist      | 4. Apr. 2007         | 4. Feb. 2010                          | Christine Moore     | Stephen Chbosky & Mike Ostrowski                                           |
| 18         | 18        | Die Wahrheit                | A.K.A.                   | 11. Apr. 2007        | 5. Feb. 2010                          | Sanford Bookstaver  | Robbie Thompson                                                            |
| 19         | 19        | Casus Belli                 | Casus Belli              | 18. Apr. 2007        | 9. Feb. 2010                          | Steven DePaul       | Karen Hall                                                                 |
| 20         | 20        | Die Befreiung               | One If by Land           | 25. Apr. 2007        | 10. Feb. 2010                         | Seith Mann          | Joy Gregory                                                                |
| 21         | 21        | Der Kampf beginnt           | Coalition of the Willing | 2. Mai 2007          | 11. Feb. 2010                         | Guy Bee             | Frank Military & Josh Schaer                                               |
| 22         | 22        | In letzter Sekunde          | Why We Fight             | 9. Mai 2007          | 12. Feb. 2010                         | Sanford Bookstaver  | Carol Barbee & Jonathan E. Steinberg                                       |

## Staffel 2
Die Erstausstrahlung der zweiten Staffel war vom 12. Februar bis zum 25. März 2008 auf dem US-amerikanischen Fernsehsender CBS zu sehen. Die deutschsprachige Erstausstrahlung lief vom 16. bis zum 25. Februar 2010 auf dem deutschen Pay-TV-Sender Syfy.
| Nr. (ges.) | Nr. (St.) | Deutscher Titel        | Originaltitel         | Erstausstrahlung USA | Deutschsprachige Erstausstrahlung (D) | Regie              | Drehbuch                                       |
| ---------- | --------- | ---------------------- | --------------------- | -------------------- | ------------------------------------- | ------------------ | ---------------------------------------------- |
| 23         | 1         | Der Wiederaufbau       | Reconstruction        | 12. Feb. 2008        | 16. Feb. 2010                         | Steve Boyum        | Carol Barbee & Jonathan E. Steinberg           |
| 24         | 2         | Kondor                 | Condor                | 19. Feb. 2008        | 17. Feb. 2010                         | Christopher Leitch | Matthew Federman & Stephen Scaia               |
| 25         | 3         | Das Virus              | Jennings & Rall       | 26. Feb. 2008        | 18. Feb. 2010                         | John Peters        | Joy Gregory                                    |
| 26         | 4         | Unter Aufsicht         | Oversight             | 4. März 2008         | 19. Feb. 2010                         | Steve Gomer        | Robert Levine                                  |
| 27         | 5         | Die Revanche           | Termination for Cause | 11. März 2008        | 23. Feb. 2010                         | Guy Bee            | Rob Fresco                                     |
| 28         | 6         | Aufruhr                | Sedition              | 18. März 2008        | 24. Feb. 2010                         | Scott Peters       | Carol Barbee, Matthew Federman & Stephen Scaia |
| 29         | 7         | Patrioten und Tyrannen | Patriots and Tyrants  | 25. März 2008        | 25. Feb. 2010                         | Seith Mann         | Jonathan E. Steinberg & Dan Stolz              |